# Infułatka w Zamościu

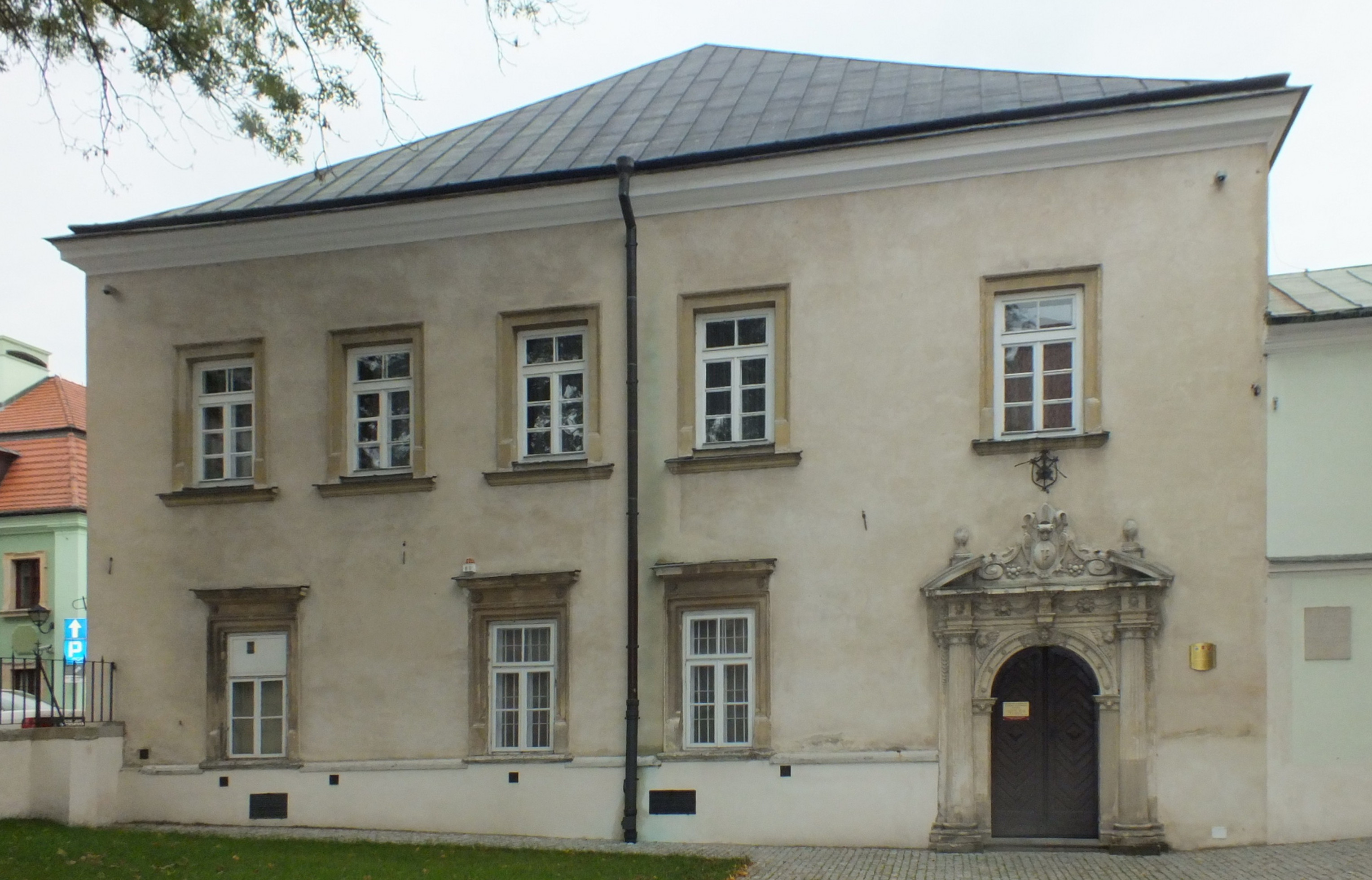
Infułatka (przed remontem)

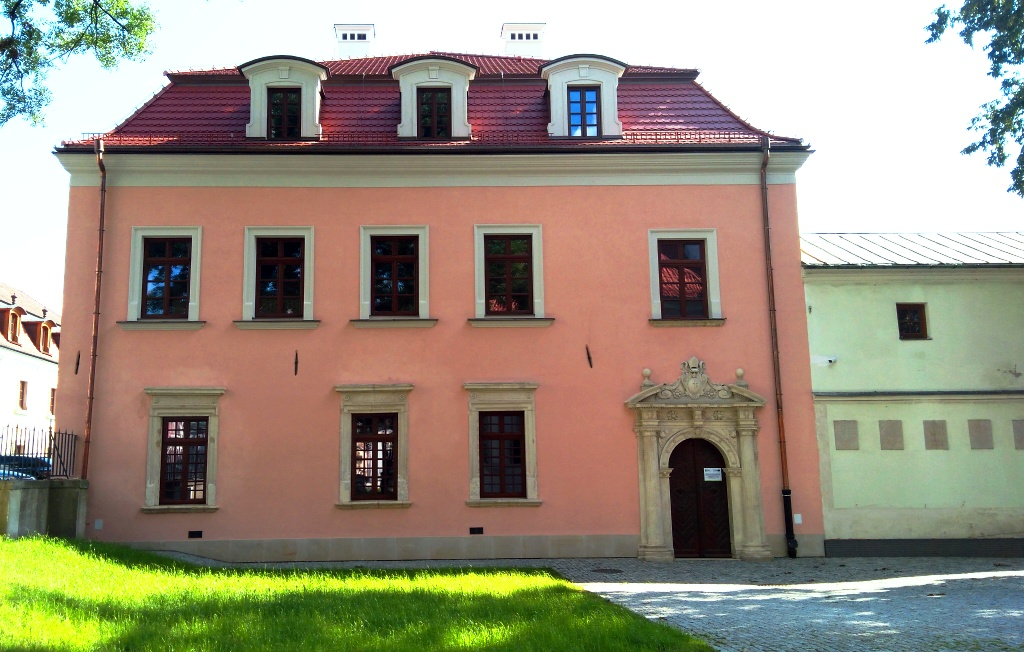
Infułatka (po remoncie - 2020 rok)

Infułatka w Zamościu – dom infułatów, dziekanów zamojskich, na Starym Mieście w Zamościu, przy zamojskiej katedrze.
 Obiekt wpisany jest do rejestru zabytków jako część zespołu kościoła kolegiackiego, pod nr rej.:A/305 z 12.06.1956, z 20.02.1957 i z 31.03.1967:
Wybudowana została pod koniec XVI wieku; przebudowę przeprowadzono w I poł. kolejnego stulecia. Z tego okresu pochodzi wczesnobarokowy portal, bogato ozdobiony płaskorzeźbami oraz kolumnami doryckimi przy wejściu do Infułatki. 
Na ścianie dobudowanego od zachodu budynku (dom parafialny) umieszczono tabliczki z nazwiskami wszystkich 28 infułatów i zamojskich dziekanów.
Od 1987 roku mieści się tu Muzeum Sakralne Katedry Zamojskiej z ekspozycją "Fabrica Ecclesiace muzeum techniki i architektury", jakie po zmianach w 2020 roku zajmuje także inny, pobliski zabytkowy budynek parafii - domu wikariuszy (tzw. "Wikarówki").